# Videogiochi per Apple II
Questa è una lista di videogiochi per Apple II, considerato il primo personal computer di largo consumo.

Questa lista è suscettibile di variazioni e potrebbe essere incompleta o non aggiornata.

## 0-9
- 2400 A.D.

## A
- A Mind Forever Voyaging
- Adventure
- Adventure Construction Set
- Adventure in Time
- Adventureland
- AE
- Airheart
- Akalabeth
- Alien Rain
- Aliens: The computer game
- Alpine Encounter, The
- Alter Ego
- Amazon
- Amnesia
- Ancient Art of War, The
- Ape Escape
- Apple Cider Spider
- Apple Invaders
- Apple Panic
- Apple Trek
- Apventure to Atlantis
- Arcade Bootcamp
- Arcade Machine, The
- Arcticfox
- Archon
- Archon II: Adept
- Arena of Octos
- Asteroid Field
- Asteroids
- Aztec

## B
- Bad Dudes
- Balance of Power
- Ballblazer
- Ballyhoo
- Bandits
- Bang!
- Bard's Tale, The
- Bard's Tale II, The
- Bard's Tale III, The
- Bats in the Belfry
- Beach Combat
- Beach Head
- Beach Head II
- Beneath Apple Manor
- BC's Quest for Tires
- Beer Run
- Below the Root
- Beyond Castle Wolfenstein
- Bilestoad, The
- Beyond Zork
- Black Magic
- Blade of Blackpoole
- Bloody Murder
- Bolo
- Boulder Dash
- Broadsides
- Bruce Lee
- Bubble Bobble
- Bubble Ghost
- Buckaroo Banzai
- Buck Rogers
- Bug Attack
- Bureaucracy
- Burgertime

## C
- California Games
- Cannonball Blitz
- Canyon Climber
- Captain Goodnight
- Castle Smurfenstein
- Castle Wolfenstein
- Cavern Creatures
- Caverns of Callisto
- Ceiling Zero
- Championship Lode Runner
- Championship Quarterback
- Chessmaster
- Chivalry
- Choplifter
- Conan: Hall of Volta
- Congo Bongo
- Copts and Robbers
- Count, The
- Crisis Mountain
- Crosscountry USA
- Crazy Mazy
- Crossfire
- Crush, Crumble and Chomp!
- Crypt of Medea
- Crystal Castles
- Curse of Crowley Manor

## D
- Dam Busters, The
- Dark Crystal, The
- Dark Forest
- David's Midnight Magic
- Deadline
- Death in the Caribbean
- Deathlord
- Deathmaze 5000
- Defender
- Depth Charge
- Deja Vu: a Nightmare Comes True
- Dig Dug
- Dino Eggs
- Dino Smurf
- Donkey Kong
- Draw Poker
- Drol
- Dung Beetles
- Dungeon Campaign
- Dynasty

## E
- Eamon
- Earth Orbit Stations
- Earthly Delights
- Elite
- Empire I: World Builders
- Empire II: Interstellar Sharks
- Empire III: Armageddon
- Epoch
- Escape from Arcturus
- Escape From Rungistan
- ET Comes Back
- Evolution
- Exterminator

## F
- Fathom
- F-15 Strike Eagle
- Fight Night
- Flight Simulator II
- Floppy
- Fooblitzky
- Fraction Munchers
- Frogger

## G
- Galaxian
- Gateway to Apshai
- Gato
- Ghostbusters
- Gobbler
- Gorgon
- Gruds in Space
- Grammar Gremlins

## H
- Hacker
- Hacker 2
- The Halley Project
- Hardball!
- Hard Hat Mack
- H.E.R.O
- The Hitchhiker's Guide to the Galaxy

## I
- Impossible Mission
- Infiltrator
- Infiltrator II
- International Gran Prix

## J
- Jawbreaker
- Journey to the Center of the Earth
- Joust
- Jumpman
- Jungle Hunt

## K
- Karate Champ
- Karateka
- Kabul Spy
- King's Bounty
- King's Quest I: Quest for the Crown
- King's Quest II: Romancing the Throne
- King's Quest III: To Heir Is Human
- King's Quest IV: The Perils of Rosella
- Koronis Rift
- Kung-Fu Master

## L
- Labyrinth
- Laser Chess
- Law of the West
- Leather Goddesses of Phobos
- Legacy of the Ancients
- Legend of Blacksilver
- Leisure Suit Larry in the Land of the Lounge Lizards
- LEM
- Lemonade Stand
- Little Brick Out
- Lode Runner
- Lode Runner, Championship
- Lords of Conquest
- Lords of Karma
- The Lurking Horror

## M
- Magic Candle
- Maniac Mansion
- Manhunter New York
- Mario Bros.
- Mars Cars
- Mask of the Sun
- Math Blaster!
- Micro Chess
- Microwave
- Might & Magic
- Milestones 2000
- Miner 2049er
- Montezuma's Revenge
- Moon Patrol
- Morloc's Tower
- Mr. Robot and His Robot Factory
- Muppets on Stage
- Music Construction Set
- Mystery House

## N
- Network
- Neuromancer
- Night Mission Pinball
- Number Munchers

## O
- Odell Lake
- Odyssey: the Compleat Apventure
- Oregon Trail, The

## P
- Perception
- Phantoms Five
- Pick-A-Dilly
- Pigpen
- Pinball Construction Set
- Pirate Adventure
- Pitfall II: Lost Caverns
- Planetfall
- Plunder!
- Police Quest: In Pursuit of the Death Angel
- Police Quest 2: The Vengeance
- Pooyan
- President Elect
- Prince of Persia
- Prisoner, The
- Project Space Station
- Pyramids of Egypt
- Pyromania
- Pac Man

## Q
- Questprobe

## R
- Raiders of the Lost Ring
- Raster Blaster
- Repton
- Rescue at Rigel
- Rescue on Fractalus!
- Rescue Raiders
- Return of Heracles
- Roadwar 2000
- RobotWar
- Robot Odyssey
- Rocky's Boots
- Russki Duck

## S
- Sabotage
- Sammy Lightfoot
- Saracen
- Sargon
- Sea Dragon
- The Seven Cities of Gold
- Shamus
- Sherlock Holmes in "Another Bow"
- Sherwood Forest
- Shogun
- Sid Meier's Pirates!
- Silent Service
- Situation Critical
- Skyfox
- Snack Attack
- Snack Attack II
- Snake Byte
- Sneakers
- Snoopy to the Rescue
- Softporn Adventure
- Space I e II
- Space Eggs
- Space Quarks
- Space Quest
- Space Quest II: Vohaul's Revenge
- Spare Change
- Speedway Classic
- Spider-Man
- Spy Hunter
- Spy's Demise
- Star Blazer
- Star Thief
- Star Trek: Strategic Operations Simulator
- Star Trek: The Kobayashi Alternative
- Stationfall
- Stellar 7
- Strip Poker
- Summer Games
- SunDog: Frozen Legacy
- Super Bunny
- Speedway Classics
- Swashbuckler
- Sword of Kadash
- Syzygy

## T
- Taipan!
- Taxman
- Tell Star
- Temple of Apshai
- Terrorist
- Test Drive
- Thexder
- Ticket to London, to Paris, to Spain, to Washington D.C e to Hollowood
- Torpedos Away
- Transylvania I, II e III
- Trinity
- Trolls and Tribulations
- Titan Empire
- Trek of the 49ers

## U
- Ultima I
- Ultima II
- Ultima III
- Ultima IV
- Ultima V

## V
- Voodoo Castle

## W
- Wasteland
- Wavy Navy
- Wayout
- Where in the U.S.A. is Carmen Sandiego?
- Where in the World is Carmen Sandiego?
- Where in Time is Carmen Sandiego?
- Wilderness Campaign
- Willy Byte in the Digital Dimension
- Windfall: The Oil Crisis Game
- Win, Lose or Draw
- Wings of Fury
- Winter Games
- Wizardry: Proving Grounds of the Mad Overlord
- Wizardry II: The Knight of Diamonds
- Wizardry III: Legacy of Llylgamyn
- Wizardry IV: The Return of Werdna
- Wizardry V: Heart of the Maelstrom
- Word Munchers

## Z
- Zak McKracken and the Alien Mindbenders
- Zaxxon
- Zork: The Great Underground Empire
- Zork II: The Wizard of Frobozz
- Zork III: The Dungeon Master
- Zork, Beyond
- Zork Zero: The Revenge of Megaboz
- Zorro